# Ficinia undosa
Ficinia undosa là loài thực vật có hoa trong họ Cói. Loài này được B.L.Burtt mô tả khoa học đầu tiên năm 1986.